# María Eugenia Estenssoro
María Eugenia Estenssoro là một chính trị gia, nhà báo và nhà hoạt động người Argentina vì quyền của phụ nữ. Bà đại diện cho thành phố Buenos Aires trong Thượng viện Argentina.
Estenssoro được sinh ra ở La Paz. Ông cố của bà được cho là đã phát hiện ra dầu ở Bolivia và ông của cô đã thành lập công ty dầu khí quốc gia, YPFB. Gia đình bà cũng bao gồm hai cựu Tổng thống của Bolivia, Víctor Paz Estenssoro và Hugo Banzer. Cha mẹ bà đến Argentina cùng với bà vào năm 1964 và cha của bà điều hành công ty dầu lửa Argentina, YPF. Bà lớn lên ở San Isidro, Buenos Aires và học tại trường Northlands. Năm 16 tuổi, cô tiếp tục việc học ở Hoa Kỳ, học tại Smith College, Massachusetts, và sau đó ở Pháp tại Sorbonne và Viện nghiên cứu chính trị Paris. Bà đã hoàn thành khóa học sau đại học về sách và tạp chí tại Harvard và một khóa giảng dạy tại Đại học Columbia.
Vào tháng 5 năm 1983 Estenssoro trở lại Argentina. Bà bắt đầu làm việc tại tạp chí El Porteño và cũng làm việc cho tạp chí Time, Tạp chí Phố Wall và các ấn phẩm khác của Hoa Kỳ, trở thành biên tập viên của Mercado và sau đó là biên tập viên kinh tế của Noticias. Bà thành lập một tạp chí dành cho phụ nữ và cũng làm việc trong lĩnh vực truyền hình.
Estenssoro đã được bầu vào cơ quan lập pháp thành phố Buenos Aires năm 2003 với tư cách độc lập trong danh sách đảng Tự do Recrear, dưới cánh của Patricia Bullrich. Bà là nhà lập pháp đầu tiên của dòng dõi Bolivian tại một thành phố có dân số lớn ở Bolivian. Sau đó, bà đã liên minh với đảng ARI.  Lưu trữ ngày 22 tháng 10 năm 2008 tại Wayback Machine Năm 2007, bà trở thành thượng nghị sĩ của Liên minh dân sự.  Liên minh của bà với đảng ARI, với tư cách là một chính trị gia trung tâm, đã gây ra một cuộc khủng hoảng trong hàng ngũ ARI, với một số đại biểu ARI từ chức để thành lập một khối ' ARI tự trị ' trong Quốc hội Argentina.